# Ercé-près-Liffré
Ercé-près-Liffré é uma comuna francesa na região administrativa da Bretanha, no departamento Ille-et-Vilaine. Estende-se por uma área de 15,8 km². Em 2010 a comuna tinha 1 896 habitantes (densidade: 120 hab./km²).